# Aéroport de Charleroi-Bruxelles-Sud
Pour les articles homonymes, voir CRL.
L'aéroport de Charleroi Bruxelles-Sud (code IATA : CRL • code OACI : EBCI) est un aéroport belge situé dans le nord de la ville de Charleroi. Il est localisé à environ 45 kilomètres au sud de Bruxelles - et à 50 km de l'aéroport international de Bruxelles, principal aéroport du pays -, d'où le qualificatif « Bruxelles-Sud » ajouté à son nom, afin de le rendre plus visible et attractif.
Avec 10 504 554 passagers en 2024, Charleroi Bruxelles-Sud est le deuxième aéroport du pays et le premier de la Région wallonne quant au trafic de passagers. Il est surtout dévolu aux compagnies aériennes à bas prix, notamment Ryanair, et à l'aviation légère.

## Situation géographique
| \| 50 km1:2 420 000 \| Amougies Arlon Cerfontaine Haren Latour Namur Saint-Hubert Spa · La Sauvenière Verviers Anvers Ostende · Bruges Bruxelles Charleroi · Bruxelles-Sud Courtrai Liège Beauvechain Bertrix Brustem Chièvres Coxyde Florennes Kleine-Brogel Melsbroek Moorsele Schaffen Weelde Zutendaal Gossoncourt Grimbergen Aéroport Aérodrome civil Aérodrome militaire |
| 50 km1:2 420 000 |

L'aéroport de Charleroi Bruxelles-Sud est situé sur le territoire de la ville de Charleroi, dans la section de Gosselies.
L'aéroport est en concurrence avec les aéroports de Bruxelles-National, Düsseldorf, Lille et Luxembourg. En outre, Charleroi est au cœur du quadrilatère Londres – Paris – Francfort-sur-le-Main – Amsterdam, qui regroupe les quatre aéroports les plus fréquentés d'Europe – Londres-Heathrow, Paris-Charles-de-Gaulle, Amsterdam-Schiphol et Francfort-sur-le-Main – sans compter les autres aéroports londoniens (Gatwick, Stansted, Luton, City et Southend) et parisiens (Orly et Beauvais).

## Histoire

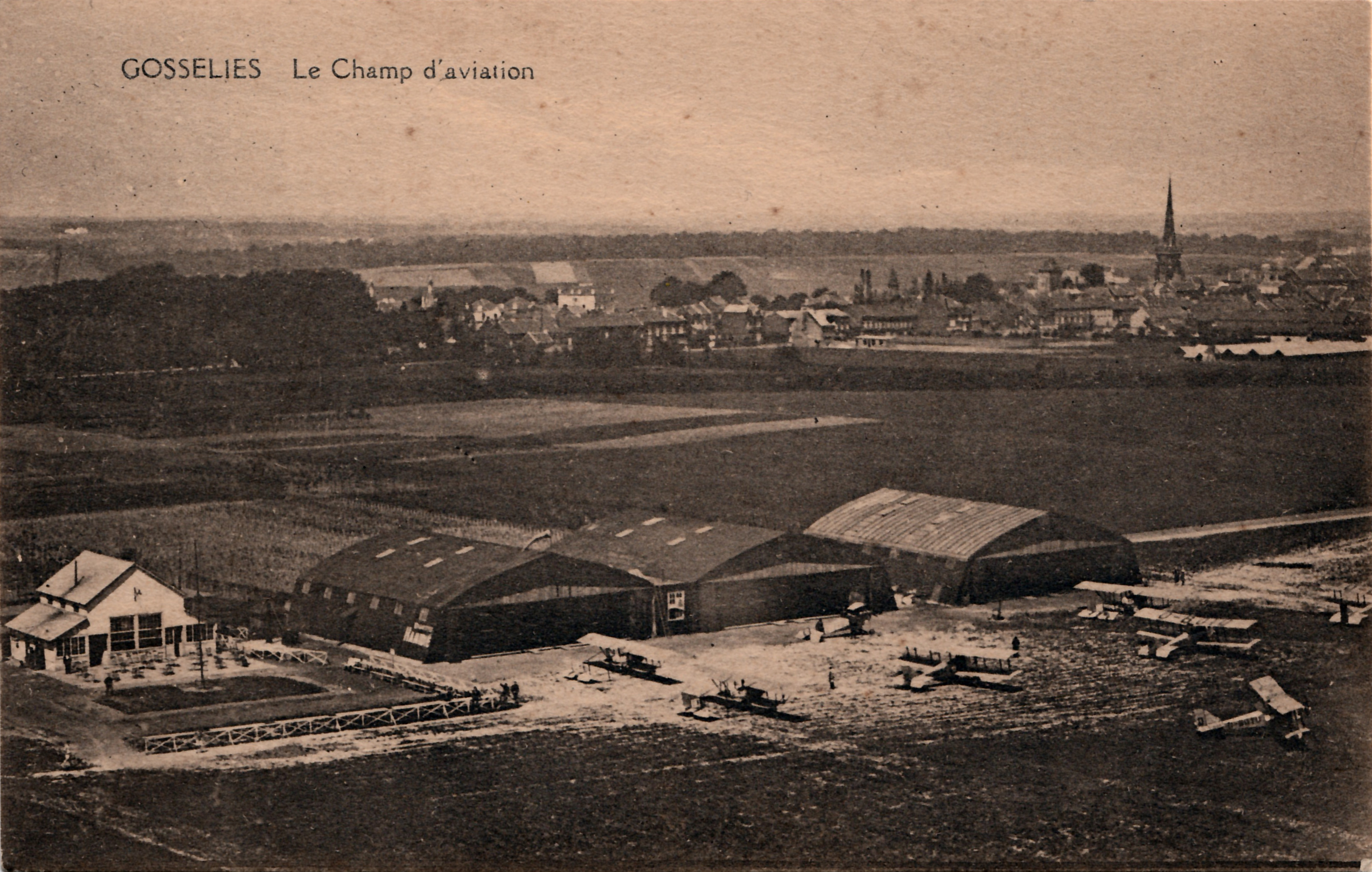
Vue aérienne du champ d'aviation de Gosselies, carte postale des années 1920.

Les premières activités aériennes à Gosselies remontent à 1919 : une école de pilotage, fondée entre autres par Fernand Jacquet, est ouverte sur le Mont des Bergers - point culminant de la région - puis, l'année suivante, la SEGA (Société Générale d’Aéronautique) débute des activités de maintenance aéronautique. Son activité consiste essentiellement en l’entretien et la réparation des machines volantes utilisées par les nombreux aéro-clubs de la région. Quatre cents pilotes militaires et civils destinés à l’aéronautique militaire sont formés à l’école d’aviation. En 1931, les statuts de la société Avions Fairey S.A. sont signés. Cette société allait faire de Gosselies un centre de l’industrie aéronautique belge.

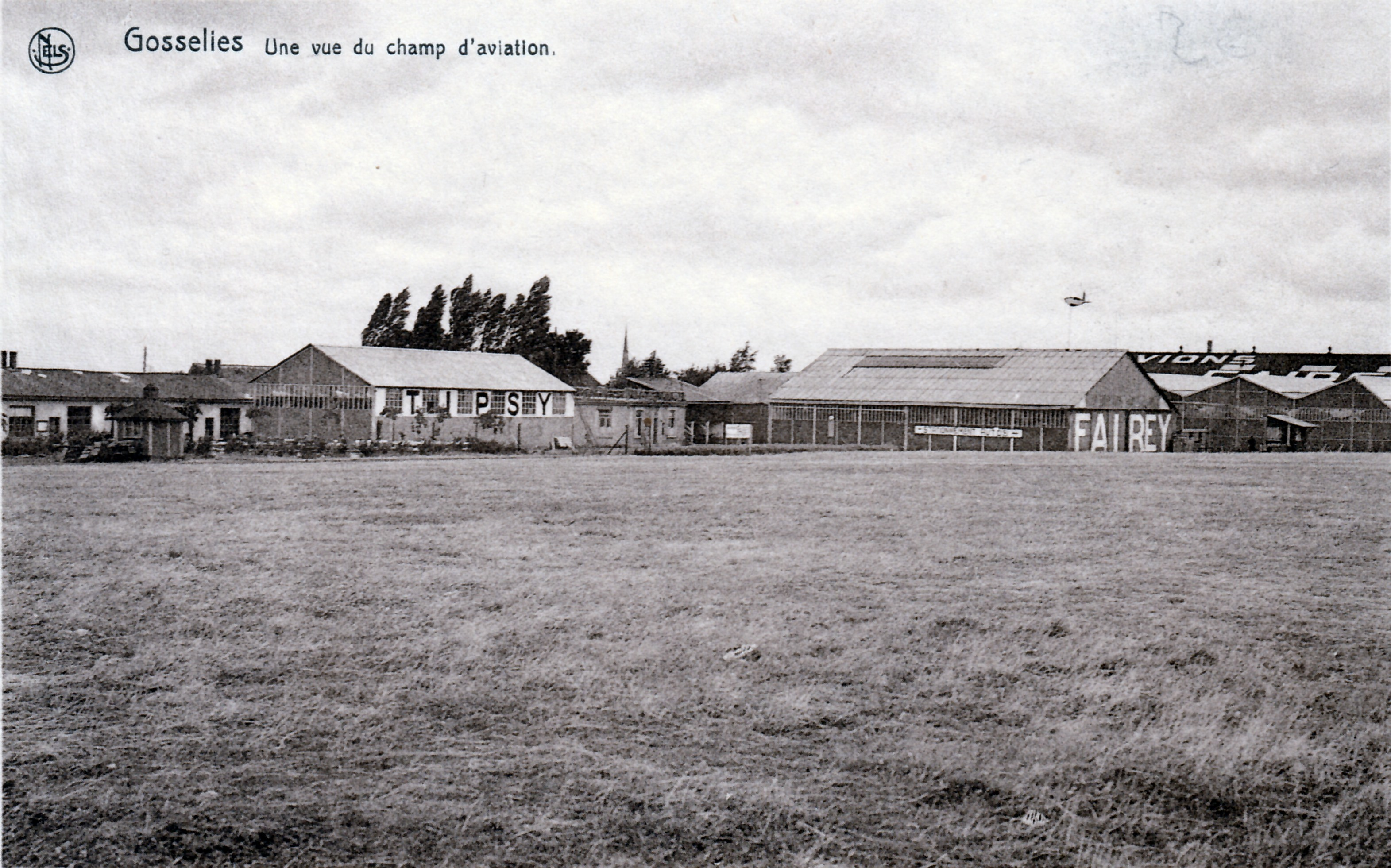
Vue du champ d'aviation avec les installations Fairey au début des années 1930.

Après la Seconde Guerre mondiale, Gosselies est classée dans la catégorie des aérodromes publics et son exploitation est assurée par la Régie des voies aériennes (RVA). En 1954, associée à Fairey, la Société anonyme belge de constructions aéronautiques (SABCA) installée à Haren crée une seconde usine à Gosselies.
Dans les années 1970, Liège et Charleroi sont reliés quotidiennement à Londres-Heathrow. L’expérience sera rapidement abandonnée en raison de résultats décevants. L’aérodrome de Gosselies sera pratiquement sans aucun trafic passagers et sera utilisé principalement pour les vols privés, les vols d’entraînements et parfois quelques vols charters. En 1978, la SONACA, Société Nationale de Construction Aéronautique, est créée pour reprendre les activités de Fairey.
C’est le 9 juillet 1991 que la société anonyme Brussels South Charleroi Airport (BSCA) voit le jour. Cette opération s’inscrit directement dans le cadre du transfert effectif, de l’État aux Régions, des pouvoirs de gestion et d’exploitation des aéroports régionaux, transfert qui aura lieu le 1er janvier 1992. Au cours des années 1992 et 1993 sont mis en place un ensemble de procédures de gestion qui commencent à prendre effet en 1995 et plus encore en 1996.
Le 1er mai 1997, la compagnie à bas prix Ryanair lance la liaison Bruxelles Sud Charleroi – Dublin, première légitimation du nouveau nom. Le succès est immédiatement au rendez-vous, l’aéroport enregistre un trafic de 200 000 passagers par an. Le 26 avril 2001, l’aéroport de Bruxelles Sud Charleroi devient la première base continentale de Ryanair et enregistre 800 000 passagers en 2001. Le phénomène low-cost en Belgique prend des parts de marché .
Pour faire face au trafic en rapide augmentation, un nouveau terminal (T1), d'une capacité annuelle de 3,5 millions de passagers, est inauguré le 28 janvier 2008, tandis que le terminal T2, opérationnel en février 2017, portera la capacité annuelle de l'aéroport à 10 000 000 passagers. Afin de permettre des opérations aériennes en condition de très basse visibilité, l'aéroport est équipé d'un "Instrument Landing System" en 2009. En d’autres termes, les avions peuvent décoller et atterrir malgré des conditions météorologiques peu favorables.
De nombreuses compagnies s’installent au sein de l’aéroport : en 2004 la compagnie aérienne hongroise Wizz Air, en 2006 la compagnie Jet4you (intégrée dans TUI fly Belgium), en 2007 Private Wings, en 2009 Jetairfly (devenue TUI fly Belgium) et Air Arabia Maroc (qui a quitté l'aéroport), en 2014 Pegasus Airlines et  Thomas Cook (qui a quitté l'aéroport), en 2017 Air Corsica et Belavia.
Début décembre 2016, l'aéroport a dépassé les 7 millions de passagers annuels. Jean-Jacques Cloquet, l’Administrateur Délégué de l'aéroport, déclare le 7 novembre sur la radio privée Bel RTL avoir profité de 150 000 passagers supplémentaires à la suite des attentats du 22 mars 2016 à Bruxelles, qui avait paralysé Brussels Airport, qui était fermé pendant au moins 2 semaines.
Fin décembre 2016, l'aéroport a inauguré le Terminal 2, destiné à désengorger le Terminal 1 lors des heures de pointe et ainsi atteindre 10 000 000 de passagers annuels. Le nouveau terminal est entré en service le 30 janvier 2017.
Le 21 décembre 2017, l'aéroport annonce l'arrivée prochaine de la nouvelle compagnie Air Belgium qui démarrera ses opérations vers Hong-Kong. Dans le même temps, le gouvernement wallon annonce déposer une demande de permis unique pour l'allongement de la piste à 3 200 mètres. Les travaux devraient être effectués fin 2018 et s'accompagneront d'une extension de l'aire de stationnement pour permettre le développement de destinations long-courrier.[Passage à actualiser]
Le 3 juin 2018, le premier vol long-courrier de l'histoire de l'aéroport décolle à 15h02. Assuré par Air Belgium, il relie Charleroi à l'aéroport international de Hong Kong. Toutefois, tant que la piste de l'aéroport n'aura pas été allongée, les avions ne peuvent voler à pleine capacité. L'allongement de la piste est alors promis pour 2021, tandis que 6 à 7 millions € sont prévus pour un nouveau terminal, un lounge et une zone commerciale, entre autres.
Dès le mois de septembre 2018, Air Belgium suspend ses vols à destination de Hong Kong, en raison d'un litige avec les tours-opérateurs chinois. Dans un premier temps, un retour au printemps des vols vers la ville chinoise est prévue. En mars 2019, la compagnie annonce que cette suspension provisoire devient définitive.
Deux nouvelles compagnies rejoignent l'aéroport. En décembre 2018 d'abord, Air Algérie propose des vols à destination d'Alger. Ensuite, en octobre de l'année suivante, c'est au tour de Laudamotion de relier Charleroi, cette fois à l'aéroport de Vienne.
En octobre 2018, le permis pour l'allongement de la piste, de 2 550 à 3 200 mètres, est octroyé par le Gouvernement wallon. La première pierre est posée le 8 mai 2019. L'objectif est alors d’atteindre les 10,5 millions de passagers à l’horizon 2026. Les travaux devraient se terminer pour la fin de l'année 2021.
Durant l'été 2019, la compagnie Air Belgium annonce qu'elle lancera dès la fin de l'automne une liaison vers la Guadeloupe et la Martinique. Deux destinations qui n'ont alors jamais été desservies directement depuis la Belgique. Le premier vol a lieu le samedi 7 décembre 2019. Initialement prévus jusqu'au 29 avril, la compagnie a prolongé ces vols jusqu'au 5 septembre 2020.
À la suite de la crise sanitaire liée à la pandémie de coronavirus et aux confinements successifs, l'aéroport a enregistré une baisse historique de son activité en 2020. Pour faire face aux difficultés financières, un accord a été signé entre les autorités publiques et les partenaires privés pour une recapitalisation à hauteur de 40 millions d'euros.
En 2024, l'aéroport de Charleroi-Bruxelles-Sud dépasse, pour la première fois de son histoire, la barre des 10 millions de passagers annuels,.

## Infrastructures

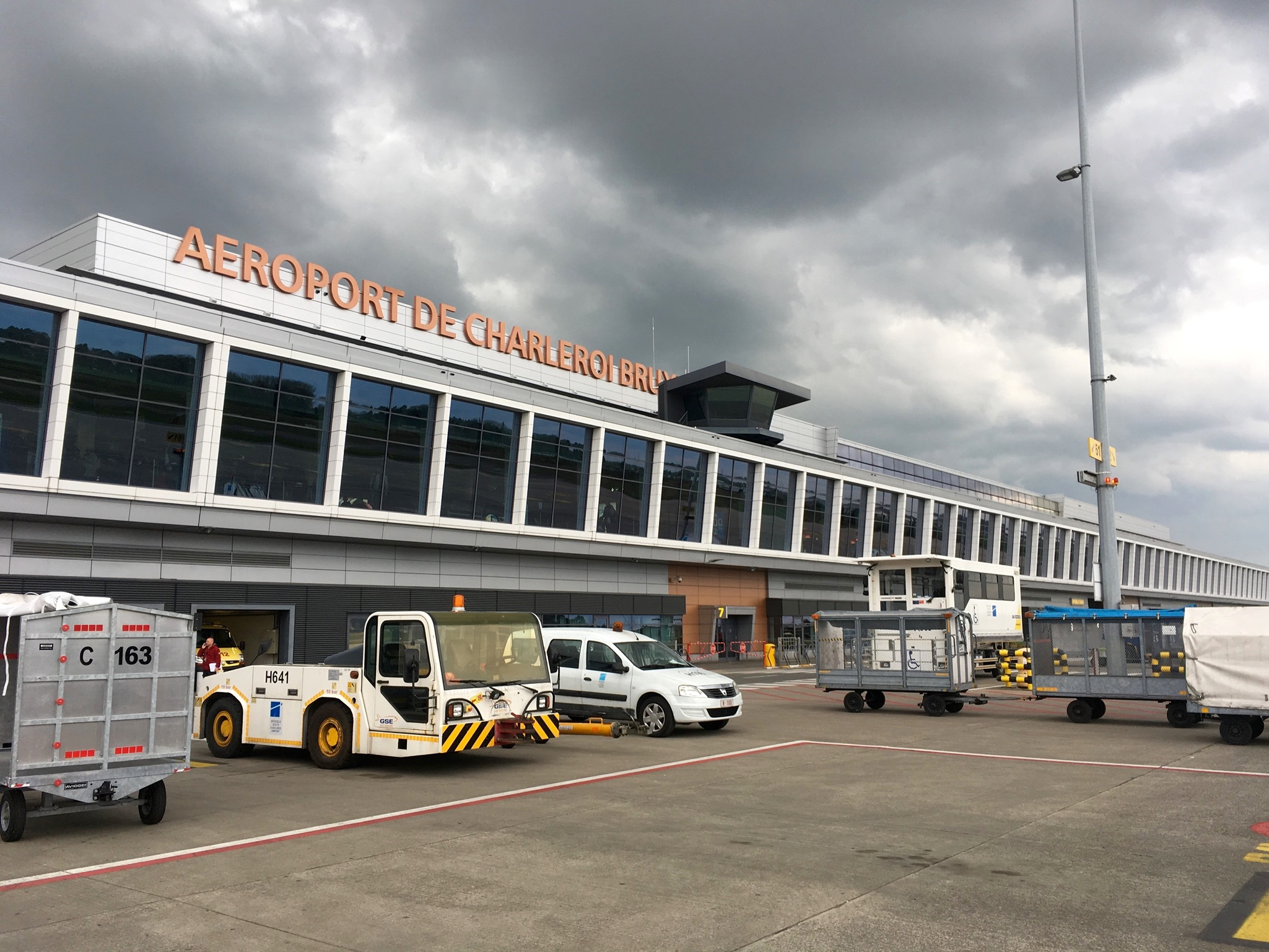
Aérogare du terminal 1 de l'aéroport de Charleroi Bruxelles Sud, vu depuis le tarmac.

### Terminal 1
Le terminal 1 est le principal terminal de l'aéroport. Situé au nord de la piste, à proximité immédiate de l'Aéropôle, il a été inauguré le 12 janvier 2008, et mis en service le 29 janvier de la même année. Il remplace l'ancienne aérogare, située au sud de la piste, et qui avait atteint les limites de sa capacité. Son coût est estimé à 110 millions €, pour une capacité initiale de 5 millions de passagers par an, laquelle peut être portée ultérieurement à 8 millions. Il comporte 24 desk d'accueil et une vingtaine de bornes automatiques, et dispose de 1 500 m2 de surface commerciale, et de 12 portes d'embarquement.
Durant l'été 2010, l'aérogare arrive progressivement à saturation. La décision est prise d'augmenter la capacité du terminal, dès 2011 avec l'ajout de quatre portes d'embarquement supplémentaires, au rez-de-chaussée. Alors que l'aéroport termine l'année 2010 avec une fréquentation record de plus de 5 millions de passagers, le permis pour la construction de ces nouvelles portes d'embarquement est délivré en janvier 2011. Par la suite, un appel d'offres a été lancé, en vue de sélectionner un bureau d'études chargé de se pencher sur une extension de l'aéroport. Le 27 juin 2011, les quatre nouvelles portes d'embarquement sont inaugurées, pour un coût des travaux s'élevant à 4 millions €. Elles permettent à l'aéroport de traiter seize avions simultanément, contre douze auparavant.
En juillet 2014, une enquête publique concernant l'extension de l'aérogare est lancée. On parle alors d'étendre le bâtiment d'environ 30 000 m2, avec de nouvelles portes d'embarquement, et de séparer le terminal des départs de celui des arrivées. En décembre 2014, la Ville de Charleroi délivre le permis d'extension. Celui-ci porte sur une surface de 26 500 m2. Cependant, une décision de la Commission européenne imposant à l'aéroport de payer un loyer annuel de 15 millions € – contre 3 millions € auparavant – vient limiter ses capacités financières. L'agrandissement « XXL » de l'aéroport, dont le coût est estimé à 80 millions €, est reporté. En mars 2015, la direction de l'aéroport lui préfère un « petit » agrandissement, à faible coût (15 millions €) et à réaliser rapidement. En avril, le ministre wallon chargé des aéroports, Carlo Di Antonio, confirme cette orientation, parlant d'un « petit terminal bis ». Le président du conseil d'administration de BSCA, Laurent Levêque, évoque quant à lui une « croissance maîtrisée » pour les années à venir. Ce « petit terminal bis » deviendra le terminal 2. Parallèlement à la construction de ce terminal, une extension du terminal 1 est construite, et dédié aux destinations non-Schengen.
Depuis les attentats du 22 mars 2016 à Bruxelles, qui touchèrent notamment l'aéroport de Bruxelles-National, un poste de pré-contrôle a été installé devant l'aérogare. À l'avenir, un bâtiment en dur remplacera les installations provisoires.
À la suite du déménagement des services administratifs et de direction vers le bâtiment Éole, dans l'Aéropôle, l'espace libéré à l'étage du terminal 1 permettra d'y développer des surfaces commerciales et horeca. Ces nouvelles installations devraient être inaugurées en juillet 2019.

### Terminal 2
Le terminal 2 est le second terminal de l'aéroport.
Initialement, le plan principal original prévoyait une plus grande extension de l'aéroport. Mais la décision de la Commission européenne imposant une augmentation du loyer versé par l'aéroport auprès de la Région wallonne, de 3,5 millions à 15,5 millions €, a obligé la direction de l'aéroport à revoir ses ambitions à la baisse. La demande de permis est déposée en juillet 2015. Quant au financement du projet, malgré un refus des actionnaires privés (et minoritaires), le Conseil d'administration donne son feu vert en novembre 2015 pour entamer des démarches auprès des banques ; la moitié du financement se faisant sur fonds propres, et l'autre moitié par emprunt bancaire. Le permis d'urbanisme est délivré en décembre 2015, et les travaux commencent en mars 2016.
Le 30 janvier 2017, le terminal 2 est inauguré, après dix mois de chantier seulement. Le bâtiment a coûté environ 15 millions €. Situé à l'Est du terminal 1, le terminal 2, d'une superficie de 5 800 m2, dispose de huit comptoirs d'enregistrement, trois portes d'embarquement et deux bandes pour la collecte des bagages aux arrivées, ainsi que d'un espace hors taxe et d'un café. Il n'accueille que des vols à destination des pays membres de l'Espace Schengen. Dans un premier temps, il n'est ouvert que de 4h à 11h30 et de 21h à 23h30, afin de désengorger le terminal 1 aux heures de pointe. Toutefois, d'ici 2020 à 2022, le terminal 2 devrait ouvrir de façon permanente, soit de 4h à 23h30. Il pourrait alors accueillir entre 20 et 25 vols par jour, soit une capacité d'environ trois millions de passagers. L'aéroport atteindra ainsi une capacité de dix millions de passagers.

### Executive terminal
À la suite de l'ouverture du terminal 1 en 2008, l'ancien terminal, situé au Sud de la piste, s'est retrouvé inutilisé. En 2014, la direction de l'aéroport lance un appel à projets destiné à l'exploitation du bâtiment. L'occupation des lieux par le secteur horeca (hôtellerie, restauration et café) est alors envisagée, ainsi que l'installation d'une salle de sport.
En mars, la direction de l'aéroport décide d'affecter l'ancien terminal à l'aviation d'affaires ainsi que le petit cargo,. Le bâtiment est dès lors rebaptisé « Executive terminal ». Plusieurs espaces VIP ont ainsi été aménagés, et un nouveau hangar pourrait être affecté à l'aviation d'affaires en cas de succès. Avec l'arrivée d'Air Belgium en 2018, l'aéroport annonce vouloir implanter un terminal premium au niveau de l'Executive terminal, afin de satisfaire les besoins des voyageurs des classes business et premium. Ces passagers pourront y bénéficier d'un parking dédié avant de s'enregistrer, passer la douane et embarquer dans l'avion en 20 minutes.
En outre, le terminal accueille également une clinique de jour, en association avec l'ISPPC (Intercommunale de Santé Publique du Pays de Charleroi), afin notamment d'y traiter l'avionophobie.

### Piste
L'aéroport dispose d'une piste en asphalte, orientée 06/24, et longue de 3 200 mètres.
En octobre 2018, le permis pour l'allongement de la piste de 2550 à 3200 mètres est octroyé par le Gouvernement wallon. La première pierre est posée le 8 mai 2019. L'objectif est alors d’atteindre les 10,5 millions de passagers à l’horizon 2026. Les travaux devraient se terminer pour la fin de l'année 2021.

### Parking d'avions
L'aéroport dispose de 22 emplacements. Ceux-ci sont occupés en moyenne par 18 avions en période estivale, et 14 en période hivernale. Le gouvernement wallon projette d'augmenter progressivement la capacité du parking à 30 emplacements en 2024, puis 38 à l'horizon 2035.

### Pôle de mobilité
En mai 2024, un nouveau pôle de mobilité, nommé Mobility Centre, a été inauguré. Il est conçu pour améliorer le service aux passagers utilisant les navettes de bus. Le projet a été développé et financé par la société Flibco en collaboration avec la direction de l'aéroport, qui y a investi 4 millions d'euros.
La décision de construire ce centre a été prise pour améliorer le confort des passagers, car la zone d'attente des bus était auparavant un chapiteau. En échange de cet investissement, Flibco a conclu un contrat à long terme de 15 ans avec l'aéroport. Le nouveau centre est un bâtiment de deux étages avec une salle d'attente, des distributeurs automatiques de billets et 12 quais d'embarquement pour les bus desservant des villes du Benelux et de France,[réf. à confirmer]

## Projets
Aujourd'hui, plusieurs projets visent au développement du trafic de l'aéroport : 

### Construction d'une gare ferroviaire
Construction d'une gare ferroviaire reliée à Bruxelles, via Fleurus. Ce projet est prévu pour 2027.

## Compagnies aériennes et destinations
Les destination desservies depuis l'aéroport sont les suivantes :
| Compagnies       | Destinations |
| ---------------- | --- |
| Air Arabia Maroc | En saison : Oujda-Les Angades |
| Air Corsica      | En saison : Ajaccio-Napoléon-Bonaparte, Bastia-Poretta, Calvi Sainte-Catherine, Figari Sud Corse |
| Pegasus Airlines | Antalya, Istanbul-S. Gökçen |
| Ryanair          | - Abruzzes, - Agadir-Al Massira, - Alghero-Fertilia, - Alicante-Elche, - Amman-Reine-Alia, - Ancône-Falconara, - Athènes E.-Venizélos, - Barcelone-El Prat, - Bari-Karol Wojtyła, - Bergame-Orio al Serio, - Béziers - Cap d'Agde, - Biarritz-Pays Basque, - Billund, - Bologne-Borgo Panigale, - Bratislava-M. R. Štefánik, - Brindisi Papola/Casale, - Bucarest-H. Coandă, - Budapest-Ferenc Liszt, - Cagliari, - Carcassonne, - Cluj-Napoca, - Cracovie-Jean-Paul II, - Dublin, - Dubrovnik, - Édimbourg, - Essaouira Mogador, - Faro, - Fès-Saïss, - Fuerteventura, - Gênes-Christophe-Colomb, - Gérone-Costa Brava, - Göteborg, - Helsinki-Vantaa, - Iași, - Lanzarote-Arrecife, - Las Palmas/Gran Canaria, - Lisbonne-H. Delgado, - Łódź-W. Reymont, - Madère-C. Ronaldo, - Madrid-Barajas, - Malaga-Costa del Sol, - Malte, - Manchester, - Marrakech-Ménara, - Marseille-Provence, - Milan-Malpensa, - Nador, - Nantes-Atlantique, - Naples-Capodichino, - Nîmes-Garons, - Oujda-Les Angades, - Oviédo-Asturies, - Palerme Falcone-Borsellino, - Palma de Majorque, - Perpignan, - Pise-Galileo Galilei, - Porto-F. Sá-Carneiro, - Poznań (Posnanie)-H. Wieniawski, - Prague-Václav-Havel, - Rabat-Salé, - Reggio de Calabre, - Riga, - Rome - G. B. Pastine (Ciampino), - Santander-S. Ballesteros, - Séville-San Pablo, - Sofia-Vrajdebna, - Stockholm-Arlanda, - Tanger, - Tarbes-Lourdes-Pyrénées, - Tel Aviv - Ben Gourion, - Ténériffe-Sud Reine Sofia, - Tétouan-Sania R'mel, - Thessalonique-Makedonía, - Tirana-Mère-Teresa, - Toulouse-Blagnac, - Trévise-Sant'Angelo, - Trieste/Frioul, - Turin S.-Pertini (Caselle), - Valence, - Varsovie-Chopin, - Varsovie-Modlin (Mazovie), - Vérone - Villafranca, - Vienne-Schwechat, - Vitoria-Gasteiz, - Wrocław-N. Copernic, - Zagreb-Pleso En saison : - Almeria, - Banja Luka, - Bergerac-Dordogne-Périgord, - Castellón-Costa Azahar, - Catane-Fontanarossa, - Corfou-I. Kapodístrias, - Cork, - Figari Sud Corse, - Glasgow, - Héraklion-N. Kazantzákis, - Ibiza, - Kaunas, - La Canée I.-Daskaloyánnis, - Lamezia Terme, - La Rochelle-Île de Ré, - Minorque-Mahón, - Olbia-Costa Smeralda, - Paphos, - Pérouse-Sant'Egidio, - Podgorica, - Ponta Delgada-Jean Paul II, - Pula, - Reus, - Rhodes-Diagoras, - Rijeka, - Rodez, - Rovaniemi, - Saint-Jacques-de-Compostelle, - Saragosse, - Trapani-V. Florio (Birgi), - Zadar |
| Volotea          | En saison : Bordeaux-Mérignac, Nice-Côte d'Azur |
| Wizz Air         | - Bucarest-H. Coandă, - Budapest-Ferenc Liszt, - Catane-Fontanarossa, - Chișinău, - Cluj-Napoca, - Craiova, - Iași, - Koutaïssi-David-IV, - Skopje, - Sofia-Vrajdebna, - Timişoara-T. Vuia, - Tirana-Mère-Teresa, - Varna, - Varsovie-Chopin |

Édité le 28/09/2022. Actualisé le 25/12/2022.

## Statistiques d'opérations

### Mouvements d’aéronefs
Nombre de mouvements par année,
| Année | Mouvements | Évolution |  |
| 1990  | —          | —         |  |
| 1991  | —          | —         |  |
| 1992  | —          | —         |  |
| 1993  | —          | —         |  |
| 1994  | —          | —         |  |
| 1995  | —          | —         |  |
| 1996  | —          | —         |  |
| 1997  | —          | —         |  |
| 1998  | 62 539     | —         |  |
| 1999  | 60 060     | 3,96 %    |  |

| Année | Mouvements | Évolution |
| ----- | ---------- | --------- |
| 2000  | 57 042     | 5,02 %    |
| 2001  | 57 216     | 0,31 %    |
| 2002  | 64 237     | 12,27 %   |
| 2003  | 63 140     | 1,71 %    |
| 2004  | 65 952     | 4,45 %    |
| 2005  | 61 212     | 5,67 %    |
| 2006  | 66 480     | 8,61 %    |
| 2007  | 70 725     | 6,39 %    |
| 2008  | 79 487     | 12,39 %   |
| 2009  | 81 726     | 2,82 %    |

| Année | Mouvements | Évolution |
| ----- | ---------- | --------- |
| 2010  | 80 009     | 2,10 %    |
| 2011  | 85 597     | 6,98 %    |
| 2012  | 84 313     | 1,50 %    |
| 2013  | 83 933     | 0,45 %    |
| 2014  | 76 135     | 9,29 %    |
| 2015  | 73 912     | 2,92 %    |
| 2016  | 75 038     | 1,52 %    |
| 2017  | 78 386     | 4,46 %    |
| 2018  | 80 449     | 2,63 %    |
| 2019  | 82 043     | 1,98 %    |

| Année | Mouvements | Évolution |
| ----- | ---------- | --------- |
| 2020  | 45 448     | 44,61 %   |
| 2021  | 65 809     | 44,81 %   |
| 2022  | 83 462     | 26,82 %   |
| 2023  | 87 856     | 5,26 %    |
| 2024  | 91 673     | 4,34 %    |
| 2025  | —          | —         |
| 2026  | —          | —         |
| 2027  | —          | —         |
| 2028  | —          | —         |
| 2029  | —          | —         |

### Activité passagers
Trafic passagers par année,
| Année | Passagers | Évolution |
| ----- | --------- | --------- |
| 1990  | —         | —         |
| 1991  | —         | —         |
| 1992  | —         | —         |
| 1993  | —         | —         |
| 1994  | —         | —         |
| 1995  | —         | —         |
| 1996  | —         | —         |
| 1997  | —         | —         |
| 1998  | 210 727   | —         |
| 1999  | 235 549   | 11,78 %   |

| Année | Passagers | Évolution |
| ----- | --------- | --------- |
| 2000  | 255 317   | 8,39 %    |
| 2001  | 773 431   | 202,93 %  |
| 2002  | 1 271 979 | 64,45 %   |
| 2003  | 1 803 587 | 41,19 %   |
| 2004  | 2 034 797 | 12,81 %   |
| 2005  | 1 873 349 | 8,61 %    |
| 2006  | 2 166 360 | 15,64 %   |
| 2007  | 2 458 255 | 13,47 %   |
| 2008  | 2 957 026 | 20,28 %   |
| 2009  | 3 937 187 | 33,14 %   |

| Année | Passagers | Évolution |
| ----- | --------- | --------- |
| 2010  | 5 123 404 | 30,12 %   |
| 2011  | 5 901 007 | 15,18 %   |
| 2012  | 6 516 427 | 10,43 %   |
| 2013  | 6 786 163 | 4,14 %    |
| 2014  | 6 439 957 | 5,10 %    |
| 2015  | 6 956 302 | 8,02 %    |
| 2016  | 7 303 720 | 4,99 %    |
| 2017  | 7 698 767 | 5,41 %    |
| 2018  | 8 029 680 | 4,30 %    |
| 2019  | 8 224 196 | 2,42 %    |

| Année | Passagers  | Évolution |
| ----- | ---------- | --------- |
| 2020  | 2 559 372  | 68,13 %   |
| 2021  | 3 758 289  | 46,84 %   |
| 2022  | 8 272 504  | 120,11 %  |
| 2023  | 9 399 011  | 13,62 %   |
| 2024  | 10 504 554 | 11,76 %   |
| 2025  | —          | —         |
| 2026  | —          | —         |
| 2027  | —          | —         |
| 2028  | —          | —         |
| 2029  | —          | —         |

### Activité cargo
Tonnages de fret par année,
| Année | Fret     | Évolution |
| ----- | -------- | --------- |
| 2010  | —        | —         |
| 2011  | —        | —         |
| 2012  | 26,193   | —         |
| 2013  | 24,616   | 6,02 %    |
| 2014  | 24,02    | 2,42 %    |
| 2015  | 26,13    | 8,78 %    |
| 2016  | 92,55    | 254,19 %  |
| 2017  | 108,98   | 17,75 %   |
| 2018  | 1 425,83 | 1208,34 % |
| 2019  | 388,05   | 72,78 %   |

| Année | Fret   | Évolution |
| ----- | ------ | --------- |
| 2020  | 425,47 | 9,64 %    |
| 2021  | 474,97 | 11,63 %   |
| 2022  | 383,87 | 19,18 %   |
| 2023  | 94,85  | 75,29 %   |
| 2024  | 142,78 | 50,53 %   |
| 2025  | —      | —         |
| 2026  | —      | —         |
| 2027  | —      | —         |
| 2028  | —      | —         |
| 2029  | —      | —         |

## Accès terrestre

### En voiture
L'aéroport international de Charleroi Bruxelles-Sud est situé à 7 kilomètres du centre-ville de Charleroi, à 45 kilomètres de la Région de Bruxelles-Capitale et à 55 kilomètres de Ville de Bruxelles. Il faut environ 40 minutes en voiture pour rejoindre l'aéroport à partir de Waterloo (sud de Bruxelles), 1 heure à partir de centre-ville de Bruxelles.
L'aéroport se situe à proximité du R3 (grand périphérique de Charleroi), et de l'autoroute E42/A15, qui dessert la dorsale wallonne (Liège, Namur, Charleroi, Mons et Tournai). De plus, il est situé non loin de l'échangeur de Thiméon, et donc de l'E420 (Bruxelles - Reims).
L'aéroport dispose de six parkings officiels, comptant un total de 8 519 emplacements :
- le Parking Express dispose de 659 emplacements, situé à 3 minutes à pied des terminaux. Ouvert le 31 juillet 2017, il est situé sur le toit du parking P1, face à l'aérogare. Il remplace l'ancien dépose-minute, jugé trop proche de l'aérogare à la suite des attentats du 22 mars 2016 à Bruxelles[53] ;
- le P1, situé à 5 minutes à pied des terminaux ;
- le P2, situé à 10 minutes à pied des terminaux. Les utilisateurs dispose d'une gratuité durant les 5 premières minutes[53], faisant du P2 l'unique dépose-minute gratuit de l'aéroport ;
- le P3, situé au sud de la piste. Une navette gratuite relie le parking aux terminaux en 10 minutes[54] ;
- le P4 Foot & Fly, situé à 15 minutes à pied des terminaux, dispose de 982 places. Ouvert le 29 janvier 2018[51], il est dénommé Foot & Fly car l'accès aux terminaux nécessitent d'emprunter une liaison réservée aux piétons. Il est principalement destiné aux voyageurs en partance pour une longue durée[52] ;
- le Lock Park, un parking sécurisé et fermé, situé à 5 minutes à pied des terminaux.

En 2018, le gestionnaire de l'aéroport, la société BSCA, s'est associée à Telenet Group pour une durée de 5 ans, afin de transformer l'aéroport en dôme numérique. Parmi les projets, celui du Smart parking permet aux usagers sélectionner et de réserver leurs places de stationnement avant de quitter leurs domiciles. Une fois dans le parking, via des caméras intelligentes capables de reconnaître les plaques, l’application guide la personne jusqu’à la place attribuée et payée d’avance.
À partir de février 2019, BSCA entame un processus de reprise de la gestion opérationnelle de l’ensemble de ses six parkings.
Outre les six parkings officiels, de nombreux autres parkings privés ont ouvert dans les alentours de l'aéroport, proposant des tarifs low cost et une navette gratuite vers l'aérogare,,.

### En train
La gare la plus proche de l'aéroport est Charleroi-Central, gare SNCB reliée à toutes les localités du pays et lieu de correspondance avec les bus A du TEC Charleroi.

### En bus
L'aéroport est desservi par les bus A du TEC. Trois lignes relient l'aéroport aux gares ferroviaires les plus proches :
- - Ligne A1 : vers la gare de Charleroi-Central.
  - Ligne A2 : vers la gare de Fleurus.
  - Ligne A3 : vers la gare de Luttre.

### En car
L'aéroport est également desservi par : 
- « Brussels City Shuttle » qui permet de venir à l'aéroport au départ de Bruxelles. Les horaires des navettes sont adaptés aux horaires des vols, elles circulent à partir de 3 h 30 du matin. Un départ est assuré toutes les 30 minutes.
- des lignes d'autocar de la compagnie privée luxembourgeoise « Flibco ». Ces lignes relient plusieurs fois par jour Lille, Bastogne, Arlon, Luxembourg-Ville, Thionville, Maizières-les-Metz, Metz et Bruges[61],[62],[63]. Flibco est le principal opérateur de navettes reliant l'aéroport à de nombreuses villes. Des liaisons directes sont disponibles vers Bruxelles (gare de Bruxelles-Midi), Bruges, Gand, Lille et Luxembourg. Des lignes desservent également Liège et Maastricht[62],[63]. Les navettes pour Bruxelles partent toutes les 30 minutes et le trajet dure environ 55 minutes.

### À pied et à vélo
L'accès pédestre à l'aéroport est depuis peu autorisé[Quand ?], un chemin pédestre ayant été aménagé parallèlement à la route (depuis la pompe à essence jusqu'au terminal T1).
Il n'y a pas de piste cyclable réservée aux cyclistes, qui doivent donc emprunter les routes d'accès.

## Entreprises présentes sur le site
- SABCA : Société Anonyme Belge de Constructions Aéronautiques
- SONACA : Société Nationale de Constructions Aérospatiales participant ou ayant participé, entre autres, à la construction des chasseurs F-16, de plusieurs modèles d'Airbus (Familles A320, A330, A340, A350, A380 et A400M), d'Embraer (Familles ERJ-145 et E-Jet) et d'avions Dassault et Pilatus.
- Brussels Aviation School : École de pilotage avion - Cours théoriques à Bruxelles en anglais et français - Avions dernière génération - Utilise la méthodologie CATMET
- New Centre d'Aviation Générale (New CAG) : école de pilotage
- BFS Belgian Flight School : école de pilotage

## Principaux opérateurs et motivations

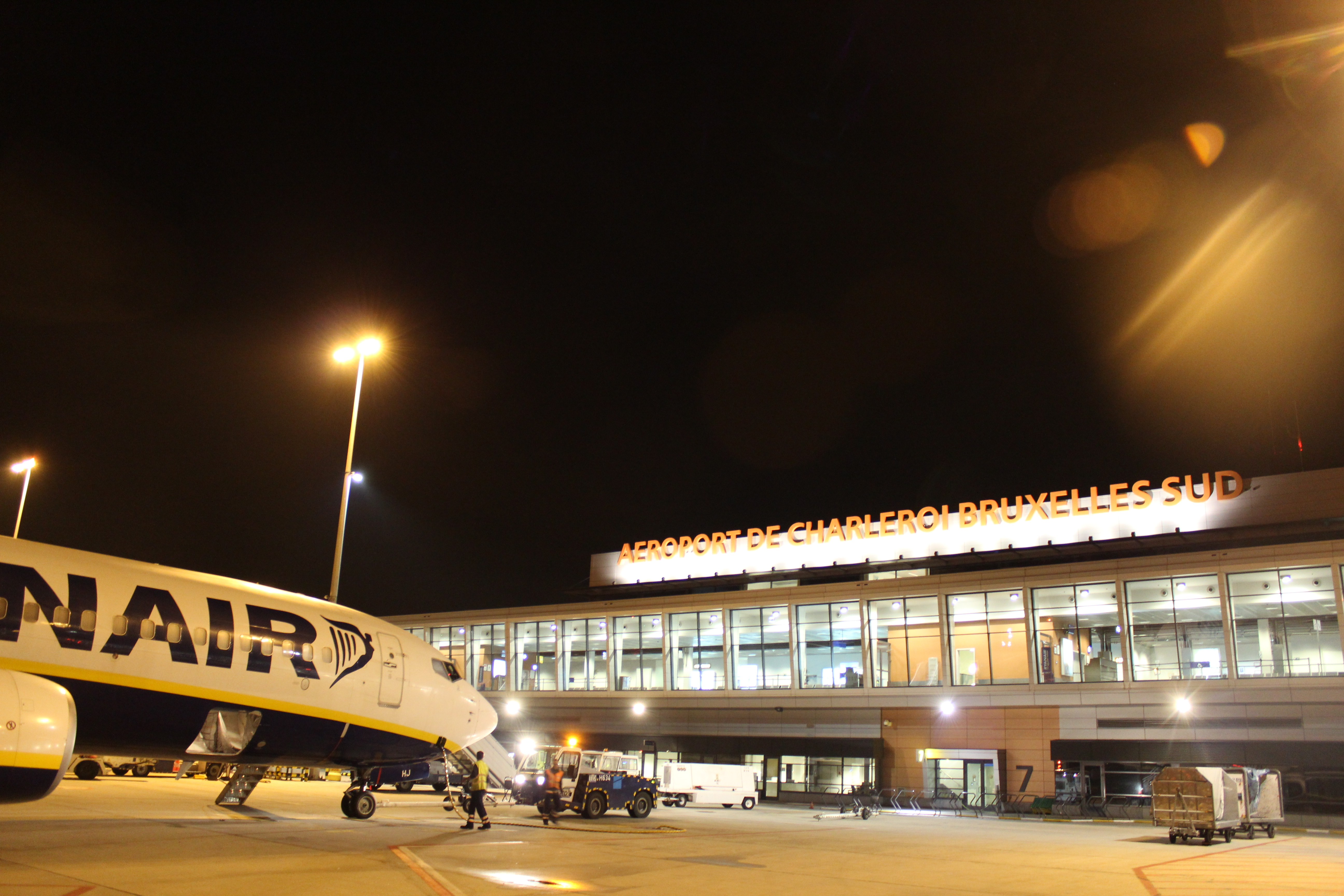
Boeing 737 de la compagnie Ryanair sur le tarmac de l'aéroport en 2011.

Bien qu'objet de polémique au sujet des aides accordées par la Région wallonne à l'installation de la compagnie, Ryanair a régulièrement décidé l'ouverture de nouvelles liaisons au départ de Charleroi (ainsi que la suppression de certaines liaisons, notamment vers Liverpool et Londres-Stansted). Ryanair a été rejointe à Charleroi par d'autres compagnies à bas tarifs, comme Wizz Air et Air Service Plus. La compagnie polonaise Air Polonia a également ouvert une ligne Charleroi-Varsovie avant de se déclarer en faillite. Plus tard, Air Service Plus a été remplacée par Fly On Air, en proposant pour unique destination Pescara, sur la côte adriatique italienne.
Wizz Air a ouvert une ligne Charleroi-Ljubljana le 1er mai 2006. La compagnie aérienne Jet4you a ouvert une ligne Charleroi-Casablanca le 1er novembre 2006. Blue Air, une compagnie à bas prix roumaine, a également ouvert une ligne Bucarest-Charleroi le 29 octobre 2006, mais cette compagnie opère désormais depuis Bruxelles.
Ryanair annonce la fermeture de la ligne Charleroi-Salzbourg le 16 avril 2006. En revanche, elle rouvrira la ligne Charleroi-Londres-Stansted le 1er juin 2007. Wizz Air lancera une liaison entre Charleroi et Katowice le 1er octobre 2007 et étudie aussi de nouvelles destinations au départ de Charleroi.[Passage à actualiser]
Ryanair a révélé, dans une étude, que l'aéroport de Charleroi pouvait accueillir jusqu’à dix avions de sa flotte[réf. nécessaire].
Le ministre wallon chargé des aéroports, André Antoine, a révélé que l'aéroport pourrait rallonger sa piste de 650 mètres pour la porter à 3 200 mètres. L'allongement de la piste était un projet vieux de 20 ans. Ce projet s'accompagnerait de l'homologation CAT III du système d'atterrissage aux instruments (ILS) ainsi que de la construction d'une nouvelle tour de contrôle et du développement de voies de roulage (taxiway) au nord de la piste. L'ILS CAT III a été mis en service début 2009, permettant désormais des opérations à visibilité quasi nulle, et réduisant donc largement les risques de déroutement d'avions pour cause de mauvais temps.
David Gering, directeur des ventes de Ryanair pour le Benelux (entre-temps embauché par BSCA comme directeur du développement), a annoncé  le 13 décembre 2006, que l'inauguration du nouveau terminal passagers en septembre ou octobre 2007 permettrait le lancement de nombreuses liaisons aériennes car la compagnie a pas mal d'ambitions pour l'aéroport.

## Accidents et incidents
- Le 4 avril 1978, un Boeing 737-229C (immatriculé OO-SDH) de la compagnie belge Sabena, qui effectuait des vols d'entraînement et des Posé-décollé ((en) touch-and-go) est pris dans un groupe d'oiseaux au moment du décollage. Le décollage est avorté mais l'avion ne parvient pas à s'arrêter avant la fin de la piste et quitte l'enceinte de l'aéroport, arrachant l'antenne de l'ILS (système d'aide à l'atterrissage) sur son passage avant de s'immobiliser en bordure de l'autoroute A54. L'avion est détruit dans l'incendie qui s'ensuit, mais aucun des trois membres d'équipage n'est tué.

- Le 29 avril 2004 vers 18 h 00, un Boeing 737-204A (immatriculé EI-CJC) de la compagnie irlandaise Ryanair assurant un vol pour Dublin est victime d'un problème hydraulique au décollage. L'avion réalise un atterrissage d'urgence quelques instants plus tard et s'immobilise en bout de piste 25, les passagers étant évacués par les toboggans d'urgence à la suite d'un incendie du train d'atterrissage principal tribord. L'aéroport sera fermé le temps nécessaire aux remplacements des pneumatiques et du système de freinage endommagé. L'avion quittera la piste vers 5 h 00 le lendemain matin après le nettoyage de la piste, du liquide hydraulique ayant été répandu. L'incident n'a pas fait de victimes et l'avion a été remis en service quelque temps après.

- Le 22 septembre 2006, un Boeing 737-800 de la compagnie Ryanair en vol depuis Venise Trévise vers Dublin a atterri d'urgence à Charleroi. Une passagère italienne de 24 ans était victime des symptômes d'un malaise cardiaque. Malgré la rapide intervention des secours de l'aéroport et une tentative de réanimation de 40 minutes, la passagère est décédée au pied de l'avion sur le tarmac de l'aéroport.

- Le 12 mars 2008 vers 8 h, un Canadair CRJ 200 de la Lufthansa assurant la liaison Cologne-Paris a dû se poser en urgence à l'aéroport. Un des moteurs de l'avion a surchauffé puis pris feu en vol, le pilote a donc demandé de pouvoir atterrir d'urgence à Charleroi, ce qui s'est fait sans autre problème. Tous les passagers ont été évacués par la sortie avant et pris en charge par les services de secours. Quand l'alerte a été donnée, plusieurs ambulances ont convergé vers l'aéroport mais elles n'ont pas dû intervenir. L'incident n'a fait aucun blessé.

- Samedi 19 mars 2011 dans l'après-midi, un Boeing 737 de la compagnie Ryanair a dû effectuer un atterrissage d'urgence à l'aéroport de Charleroi. Au moment où il décollait, un de ses pneus a éclaté. L'appareil a donc achevé son décollage puis fait demi-tour. La procédure d'atterrissage d'urgence fut déclenchée et l'appel fut lancé  au service d'incendie de l'aéroport, ainsi qu'aux pompiers de la caserne de Jumet et à plusieurs ambulances. L'atterrissage s'est cependant passé sans difficultés et les 170 passagers ont pu quitter l'avion sans autre dommage, peu après 16 heures.

- Vendredi 8 avril 2011, un F-16 néerlandais a dû se poser en urgence à l'aéroport de Charleroi. Le train d’atterrissage ne s'est pas verrouillé et l'avion s'est arrêté au bout de la piste 25. Des débris ont jonché la piste sur une centaine de mètres. Le pilote en est sorti indemne. De l'hydrazine, substance hautement toxique, s'est toutefois répandue sur la piste nécessitant l'intervention des pompiers de l'aéroport et de renforts provenant des casernes avoisinantes. Un périmètre de sécurité a été installé autour de l'appareil et des perturbations de vols ont été enregistrées durant 3 heures.

- Samedi 9 février 2013, un avion léger privé de type Cessna P210N s'est écrasé à cause d'un problème après décollage, sûrement de givrage[64]. Les 5 occupants, 2 adultes et 3 enfants, périrent dans l'accident. La piste fut occupée par les débris, et les vols furent annulés, déportés ou reportés jusqu'aux alentours de 16 heures[65].

- Samedi 24 février 2018 : Jozef Chovanec, un homme slovaque de 38 ans, meurt après plusieurs jours de coma en milieu hospitalier après avoir été maîtrisé par un placage ventral par plusieurs policiers dans une cellule de la Police fédérale de l'aéroport de Charleroi. L'affaire fait grand bruit en août 2020 lorsqu'une vidéo est publiée dans laquelle on voit une jeune policière faire un salut nazi à côté de ses collègues qui rigolent en menottant la victime[66].